# Gennaro Iezzo
Gennaro Iezzo est un ancien footballeur italien, né le 8 juin 1973 à Castellammare di Stabia, dans la province de Naples, Campanie, Italie.

## Clubs successifs
- 1990-1991 : AP Scafatese   (2 matchs)
- 1991-1992 : US Avellino                            (0 match)
- 1992-1994 : AP Scafatese   (23 matchs)
- 1994-1997 : US Nocerina (22 matchs)
- 1997-1999 : Hellas Vérone                          (5 matchs)
- 1999-2004 : Calcio Catane                          (95 matchs)
- 2004-2005 : Cagliari Calcio                        (25 matchs)
- 2005-2011 : SSC Naples                             (101 matchs)
- 2011-2012 : GSD Nuvla San Felice (30 matchs)